# Baitun Nur
Baitun Nur (också stavat Baitunnur eller Baitun Noor) (urdu för "Ljusets Hus") är en moské tillhörande Ahmadiyya-rörelsen i Calgary, Alberta, med ett uppskattat medlemsantal om 3 000 medlemmar. Det är den största moskén i Kanada.